# میکروبولومتر

نمایش ساده یک پیکسل بولومتری

میکروبولومتر (به انگلیسی: microbolometer) نوع خاصی از بولومتر است که به عنوان آشکارساز در دوربین حرارتی استفاده می‌شود. تابش فروسرخ با طول‌موج‌های بین ۷٫۵ تا ۱۴ میکرومتر به مواد آشکارساز برخورد می‌کند، آن را گرم می‌کند و در نتیجه مقاومت الکتریکی آن را تغییر می‌دهد. این تغییر مقاومت اندازه‌گیری و پردازش می‌شود و به دماهایی تبدیل می‌شود که می‌توان از آنها برای ایجاد یک تصویر استفاده کرد. برخلاف انواع دیگر تجهیزات آشکارسازی فروسرخ، میکروبولومترها نیازی به خنک‌سازی ندارند.
میکروبولومتر یک حسگر گرمایی خنک‌نشده‌است. حسگرهای گرمایی با وضوح بالا قبلی به روش‌های خنک‌کننده عجیب و غریب و گران‌قیمتی از جمله خنک‌کننده‌های چرخه استرلینگ و خنک‌کننده‌های نیتروژن مایع نیاز داشتند. این روش‌های خنک‌سازی، کارکرد تصویرگرهای حرارتی اولیه را گران‌قیمت و جابه‌جایی آنها دشوار می‌کند. همچنین، تصویرگرهای حرارتی قدیمی قبل از قابل استفاده شدن به زمان خنک شدن بیش از ۱۰ دقیقه نیاز داشتند.

شکل ۱. نمای برش‌عرضی یک میکروبولومتر

## خواص مواد آشکارسازی
طیف گسترده‌ای از مواد وجود دارد که برای عنصر آشکارساز در میکروبولومترها استفاده می‌شود. عامل اصلی در تعیین میزان عملکرد افزاره، پاسخ‌دهی افزاره است. پاسخ‌دهی توانایی افزاره برای تبدیل تابش ورودی به سیگنال الکتریکی است. خواص مواد آشکارساز بر این مقدار تأثیر می‌گذارد و بنابراین چندین ویژگی اصلی ماده باید بررسی شود: تی‌سی‌آر، نویز {\displaystyle 1/f} و مقاومت.

### ضریب دمایی مقاومت(TCR)
مواد مورد استفاده در آشکارساز باید تغییرات زیادی را در مقاومت درنتیجه تغییرات جزئی دما را نشان دهد. با گرم شدن مواد، به دلیل تابش فروسرخ ورودی، مقاومت ماده کاهش می‌یابد. این مربوط به ضریب مقاومت دمایی ماده (TCR) به ویژه ضریب دمای منفی آن است. صنعت درحال حاضر میکروبولومترهایی را تولید می‌کند که حاوی موادی با تی‌سی‌آر نزدیک به {\textstyle -2\%/K} است. اگرچه مواد بسیاری وجود دارند که دارای تی‌سی‌آر بسیار بالاتری هستند، چندین عامل‌های دیگر نیز وجود دارد که باید هنگام تولید میکروبولومترهای بهینه در نظر گرفته شوند.

### نویز1/f{\displaystyle 1/f}
نویز {\displaystyle 1/f} مانند سایر نویزها باعث ایجاد اختلال می‌شود که بر سیگنال تأثیر می‌گذارد و ممکن است اطلاعات حمل شده توسط سیگنال را مخدوش کند. تغییرات دما در سراسر ماده جاذب با تغییر در جریان بایاس یا ولتاژی که از ماده آشکارساز عبور می‌کند تعیین می‌شود. اگر نویز زیاد باشد، تغییرات کوچکی که رخ می‌دهد ممکن است به وضوح دیده نشوند و افزاره بی‌استفاده باشد. استفاده از یک ماده آشکارساز که دارای حداقل مقدار نویز {\displaystyle 1/f} است، اجازه می‌دهد تا سیگنال واضح‌تری بین شناسایی IR و خروجی نمایش داده شده حفظ شود. مواد آشکارساز باید آزمایش شود تا اطمینان حاصل شود که این نویز به‌طور قابل‌توجهی با سیگنال تداخل نمی‌کند.

### مقاومت
استفاده از ماده ای که مقاومت در برابر دمای اتاق پایین دارد به دو دلیل مهم است. اول، مقاومت کمتر در سرتاسر ماده آشکارساز به این معنی است که انرژی کمتری باید استفاده شود. دوم، مقاومت‌های بالاتر با نویز جانسون-نایکوئیست بالاتر همراه است.

## مزایای
- آنها کوچک و سبک هستند. برای کاربردهایی که به برد نسبتاً کوتاه نیاز دارند، ابعاد فیزیکی دوربین حتی کوچکتر است. این ویژگی، برای مثال، نصب تصویرگرهای گرمایی میکروبولومتر خنک‌نشده روی کلاه ایمنی را امکان‌پذیر می‌کند.
- بلافاصله پس از روشن شدن، خروجی ویدیوی واقعی را ارائه می‌دهد.
- مصرف توان پایین نسبت به افزاره‌های تصویربرداری گرمایی با آشکارساز خنک‌شده.
- میانگین زمانی بین خرابی‌ها بسیار طولانی است.
- در مقایسه با دوربین‌های مبتنی‌بر آشکارسازهای خنک‌شده، ارزان‌تر است.

## معایب
- حساسیت کمتری (به‌دلیل نویز بالاتر) نسبت به تصویرگرهای آشکارساز گرمایی و فوتونی سردشده، و در نتیجه قادر به مطابقت با وضوح روش‌های مبتنی‌بر نیم‌رسانای سردشده نیستند.

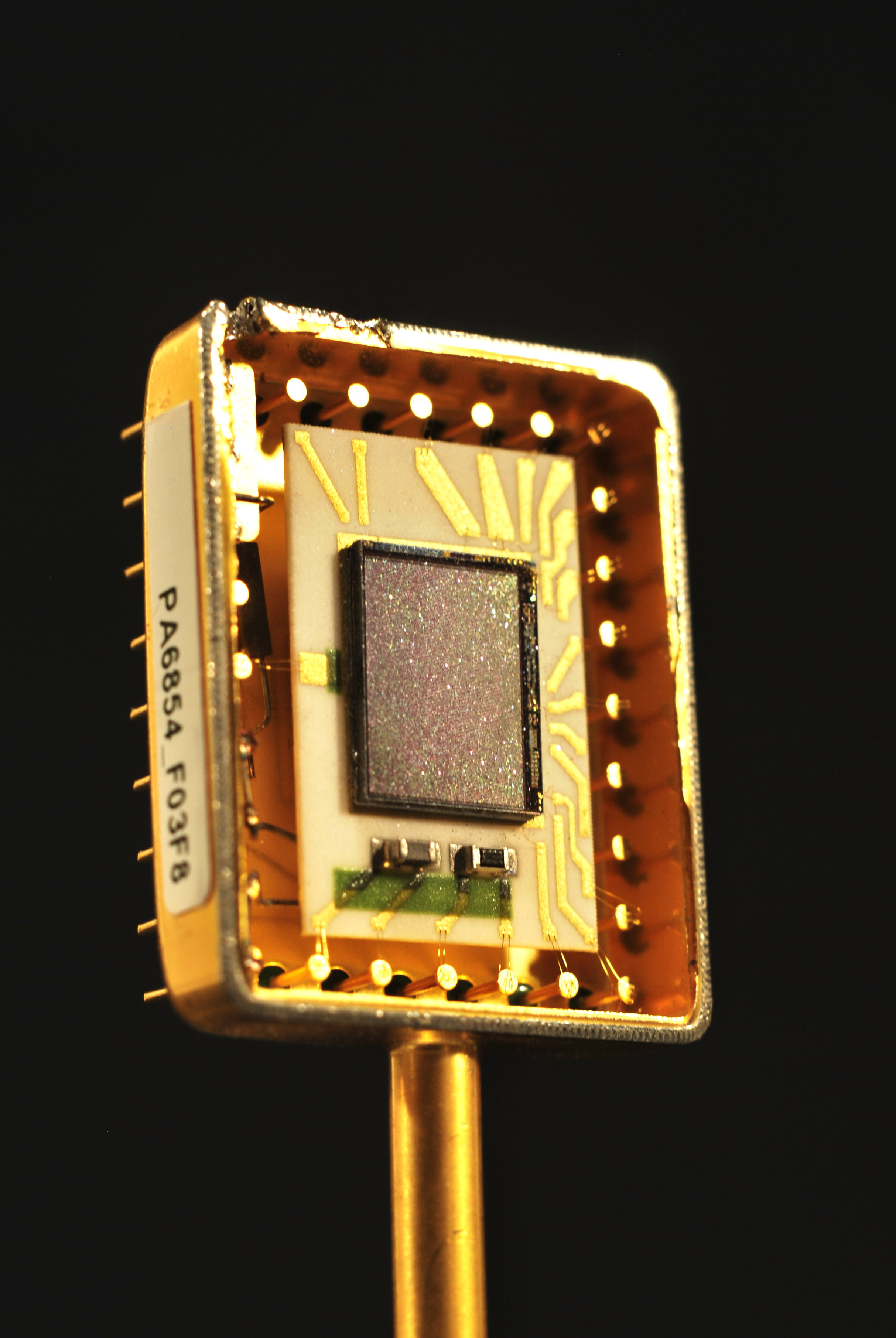
میکروبولومتر تولیدشده توسط شرکت هانی‌ول برای اینفرارد سلوشنز (دمانگاری فلوک) در مینیاپولیس، MN

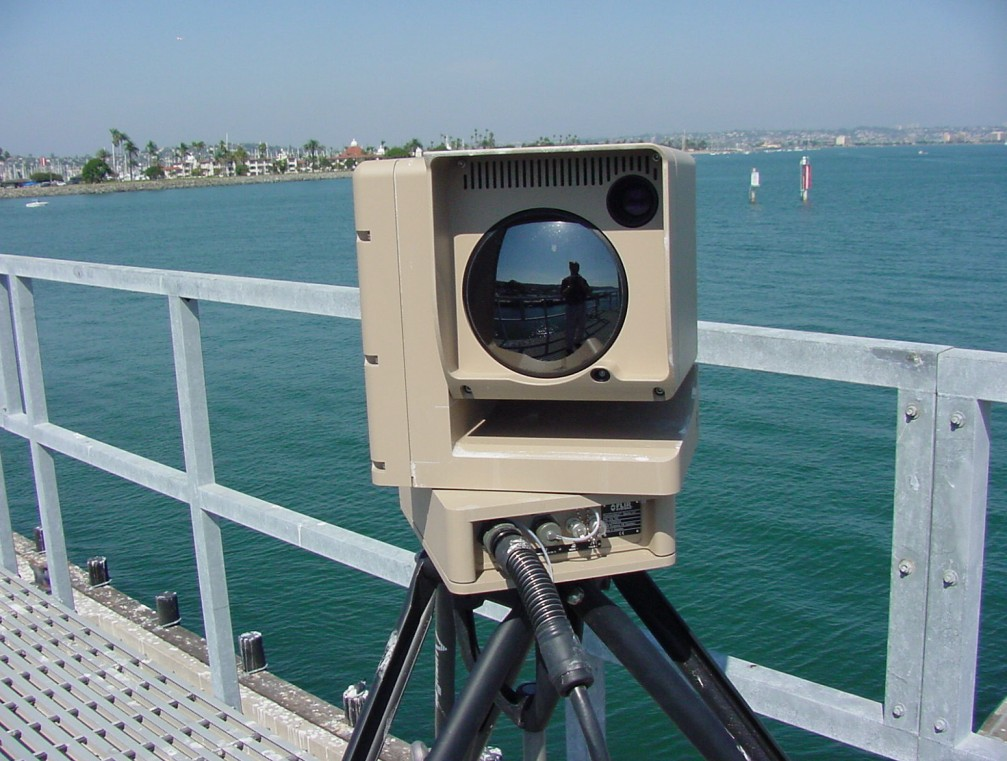
سامانهٔ تصویربرداری فروسرخ اف‌ال‌آی‌آرسیستمز ترموویژن سنتری از یک آرایه میکروبولومتر ۳۲۰×۲۴۰ استفاده می‌کند.

## تولیدکنندگان آرایه‌های میکروبولومتر
- زنِکس[۱]
- سامانه‌های بی‌ای‌ئی
- فناوری‌های دی‌آراس
- سامانه‌های فلیر تلیداین
- تلیداین دالاس[۲]
- فراونهوفر آی‌ام‌اس
- گایدآی‌آر[۳]
- هانی‌ول (ساخت‌شده برای راه‌حل‌های فروسرخ)
- موسسه ملی اپتیک (INO)
- محصولات فروسرخ مخابراتی ال-۳
- شرکت فناوری فروسرخ‌ویژن (وابسته به L-3)
- شرکت ماکروزن الکترونیکس.[۴]
- ان‌ئی‌سی
- اوپگال اوپترونیکس
- کیُپتیک
- ریتیان
- افزاره‌های نیم‌رسانا[۵]
- سینک ترمال
- لینرد (سوفردیر سابق و یولیس)